# Square Roots: The Story of SpongeBob SquarePants
Square Roots: The Story of SpongeBob SquarePants (La historia de Bob Esponja) es un documental de Bob Esponja estrenado el 14 de julio de 2009.
La historia de Bob Esponja es un documental producido por Patrick Creadon y Christine O'Malley, que se transmitió por VH1 el 14 de julio de 2009. Va acompañado de un comentario del creador de la serie, Stephen Hillenburg, y de otros miembros del equipo creativo, junto con una canción de apertura de Avril Lavigne y apariciones de celebridades como LeBron James, Ricky Gervais, Craig Ferguson, Alec Baldwin, Chris Pine, Keke Palmer y Rosario Dawson.
El documental fue publicado más tarde como un bonus en el DVD de Bob Esponja: La primera de 100 episodios.  Este documental fue calificado como TV-PG en Nick at Nite. Fue transmitido en Latinoamérica por MTV el 24 de octubre de 2009, y posteriormente en VH1 el 25 de diciembre de 2009.